# بيز داينت
بيز داينت (بالإنجليزية: Piz Daint)‏ هو أحد جبال سلسلة جبال الألب أورتلير ويقع في كانتون غراوبوندن في سويسرا. يحتل المرتبة رقم 219 في قائمة جبال سويسرا من حيث الارتفاع، إذ يبلغ ارتفاعه حوالي 2968 متر، بينما يبلغ ارتفاع نتوء الجبل 734 متر.